# Sortelina Pires
Sortelina da Silva Pires (29 juin 1977) est une sprinteuse santoméenne. Lors des Jeux olympiques d'été de 1996, elle est le porte-drapeau de sa délégation, qui participe pour la première fois à une compétition olympique. Elle termine à la huitième et dernière place de sa série en 13 s 31 à plus d'une seconde de la septième, Mirtha Brock.